# Museu Casa de Handel
Nota: se você procura a casa de Händel em Halle, consulte Casa de Händel.

O Museu Casa de Handel (Handel House Museum) é um museu histórico da Inglaterra, localizado em Londres e dedicado à preservação da memória do compositor Georg Friedrich Händel.
Nesta casa Händel viveu entre 1723 até sua morte em 1759, sendo o seu primeiro ocupante. Depois de sua morte a propriedade passou para seu secretário John Du Burk. No início do século XX foi transformada em loja comercial e extensamente reformada. Desde 1971 pertence à Co-operative Insurance Society, e em 2000 seus andares superiores foram cedidos para uso do Handel House Trust, que restaurou os interiores e instalou o museu, aberto ao público em 2001. Seu acervo compreende uma série de objetos pessoais de Händel, incluindo manuscritos musicais, pinturas e correspondência.